# A-League
A-League este principala competiție fotbalistică din Australia și Noua Zeelandă. Aceasta este condusă de către Federația de Fotbal din Australia. Sezonul 2005-2006 a fost sezonul inaugural. Competiția este sponsorizată de Hyundai Australia și poartă denumirea oficială de Hyundai A-League.

## Arbitrii
- Matthew Breeze,

Noul Wales de Sud,
FIFA/AFC
- Peter Green,

Queensland,
FIFA/AFC
- Ben Williams,

Australia
FIFA/AFC
- Craig Zetter,

Australia de Sud,
FIFA
- Peter O'Leary,

New Zealand,
FIFA
- Michael Hester,

Noua Zealandă,
FIFA
- Srebre Delovski,

Noul Wales de Sud
- Chris Beath,

Queensland
- Gerard Parsons,

Australia

## Cluburi
În prezent liga are 10 cluburi: 9 din Australia și unul din Noua Zeelandă. Doar aceste 4 cluburi: Adelaide United, Brisbane Roar, Newcastle United Jets și Perth Glory, au existat înainte de formarea ligii. Față de majoritatea ligilor europene, A-League nu are un sistem de promovări și retrogradări sau o cupă națională.
Wellington Phoenix a înlocuit echipa Noua Zeelandă Knights la începutul sezonului 2007–08.

## Stadioane
! Melbourne Victory
! Brisbane Roar
! Sydney Football Club
! Wellington Phoenix
! Melbourne Heart
Melbourne Victory
! Gold Coast United

### Stadioanele marilor finale
| Stadion                       | Oraș                    | Finale găzduite | Anii finalelor găzduite |
| ----------------------------- | ----------------------- | --------------- | ----------------------- |
| Docklands Stadium             | Melbourne, Victoria     | 3               | 2007, 2009, 2010        |
| Lang Park                     | Brisbane, Queensland    | 3               | 2011, 2012, 2014        |
| Sydney Football Stadium       | Sydney, New South Wales | 3               | 2006, 2008, 2013        |
| Melbourne Rectangular Stadium | Melbourne, Victoria     | 1               | 2015                    |

## Sumar ediții
| Sezon   | Campioană              | Prima clasată            |
| ------- | ---------------------- | ------------------------ |
| 2005–06 | Sydney FC              | Adelaide United          |
| 2006–07 | Melbourne Victory      | Melbourne Victory        |
| 2007–08 | Newcastle Jets         | Central Coast            |
| 2008–09 | Melbourne Victory      | Melbourne Victory        |
| 2009–10 | Sydney FC              | Sydney FC                |
| 2010–11 | Brisbane Roar          | Brisbane Roar            |
| 2011–12 | Brisbane Roar          | Central Coast            |
| 2012–13 | Central Coast Mariners | Western Sydney Wanderers |
| 2013–14 | Brisbane Roar          | Brisbane Roar            |
| 2014–15 | Melbourne Victory      | Melbourne Victory        |

| Club                     | Prima clasată | Locul 2 | Sezoane câștigătoare      |
| ------------------------ | ------------- | ------- | ------------------------- |
| Melbourne Victory        | 3             | 1       | 2006–07, 2008–09, 2014–15 |
| Central Coast Mariners   | 2             | 2       | 2007–08, 2011–12          |
| Brisbane Roar            | 2             | 1       | 2010–11, 2013–14          |
| Adelaide United          | 1             | 2       | 2005–06                   |
| Sydney FC                | 1             | 2       | 2009–10                   |
| Western Sydney Wanderers | 1             | 1       | 2012–13                   |
| Newcastle Jets           | 0             | 1       |                           |

| Club                     | Campioană | Vicecampioană | Anii câștigători |
| ------------------------ | --------- | ------------- | ---------------- |
| Melbourne Victory        | 3         | 1             | 2007, 2009, 2015 |
| Brisbane Roar            | 3         | 0             | 2011, 2012, 2014 |
| Sydney FC                | 2         | 1             | 2006, 2010       |
| Central Coast Mariners   | 1         | 3             | 2013             |
| Newcastle Jets           | 1         | 0             | 2008             |
| Adelaide United          | 0         | 2             |                  |
| Western Sydney Wanderers | 0         | 2             |                  |
| Perth Glory              | 0         | 1             |                  |

## Golgheteri
Din 2004:
| Loc | Jucător             | Echipa prezentă      | Goluri |
| --- | ------------------- | -------------------- | ------ |
| 1   | Archie Thompson     | Melbourne Victory    | 49     |
| 2   | Shane Smeltz *      | Gold Coast United    | 40     |
| 3   | Daniel Allsopp      | Melbourne Victory    | 36     |
| 4   | Alex Brosque *      | Sydney Football Club | 32     |
| 5   | Sasho Petrovski *   | Newcastle Jets       | 30     |
| 6   | Joel Griffiths      | Newcastle Jets       | 28     |
| =7  | Kevin Muscat        | Melbourne Victory    | 26     |
| =7  | Mark Bridge *       | Sydney Football Club | 26     |
| 9   | Serginho van Dijk * | Adelaide United      | 25     |
| =10 | Jamie Harnwell      | Perth Glory          | 24     |
| =10 | Travis Dodd         | Adelaide United      | 24     |

## Recorduri apariții
| Poz.                                                                                           | Nume            | Apariții |
| ---------------------------------------------------------------------------------------------- | --------------- | -------- |
| 1                                                                                              | Danny Vukovic   | 230      |
| 2                                                                                              | John Hutchinson | 228      |
| 3                                                                                              | Andrew Durante  | 223      |
| 4                                                                                              | Matt Thompson   | 221      |
| 5                                                                                              | Archie Thompson | 210      |
| Sursa: ALeagueStats Arhivat în 20 august 2016, la Wayback Machine. Actualizat: 31 October 2015 |                 |          |